# کاربر نهایی

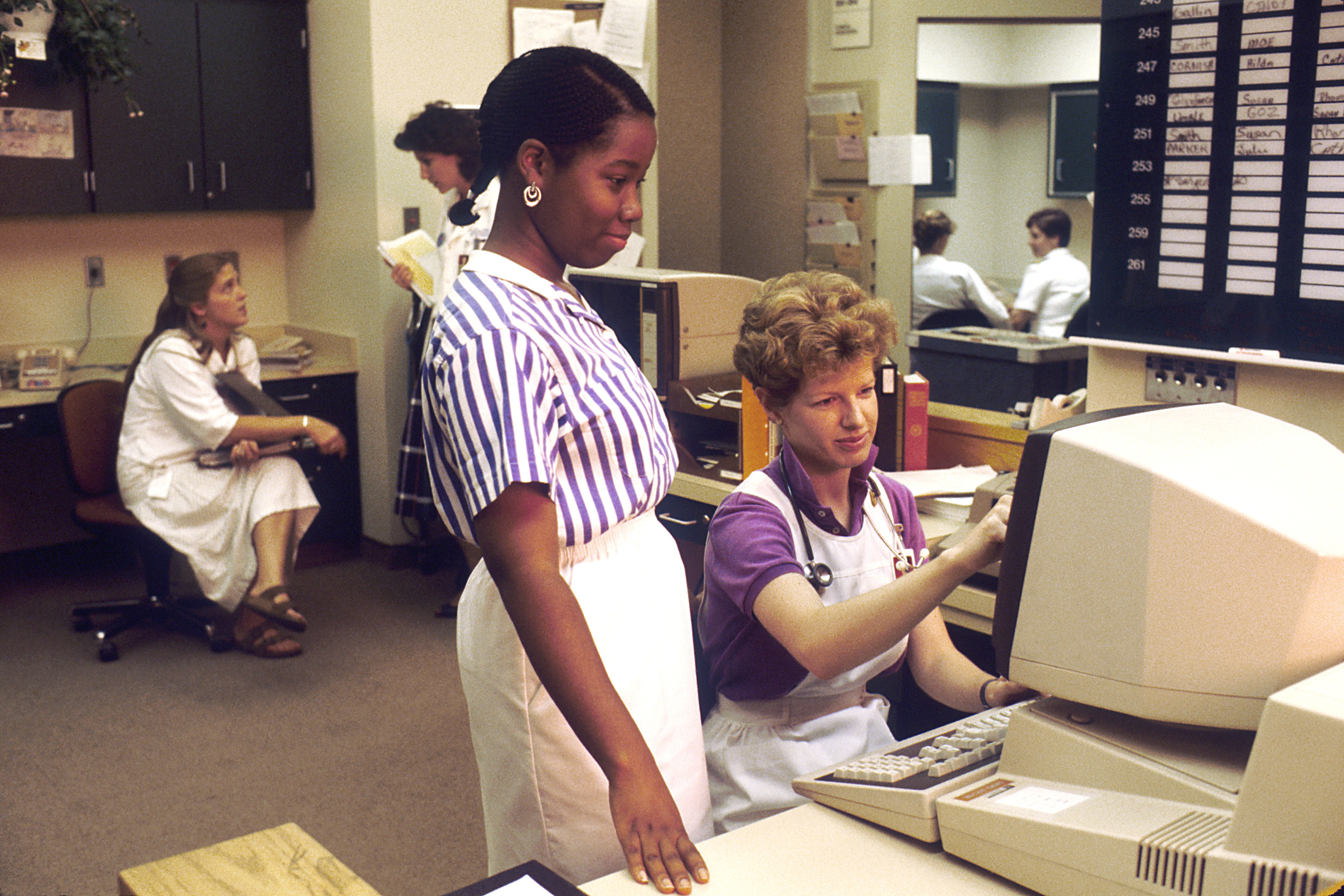
پرستاران کاربران نهایی سیستم‌های اطلاعاتی هستند.

در توسعه محصول، کاربرِ نهایی (به انگلیسی: End user)، شخصی است که در نهایت از کالایی استفاده می‌کند یا قرار است در نهایت از آن استفاده کند. کاربر نهایی در مقابل کاربرانی است که محصول را پشتیبانی یا نگهداری می‌کنند. برای مثال اپراتورهای سیستم، مدیران سیستم، مدیران پایگاه داده،کارشناسان فناوری اطلاعات، متخصصان نرم‌افزار و تکنسین‌های کامپیوتر هیچ‌کدام کاربر نهایی در نظر گرفته نمی‌شوند. کاربران نهایی معمولاً از درک فنی یا مهارت‌های طراحان محصول برخوردار نیستند، واقعیتی که به راحتی توسط طراحان نادیده گرفته شده و فراموش می‌شود که در نهایت منجر به کاهش رضایت مشتری می‌شود. در فناوری اطلاعات، کاربران نهایی، «مشتری» به معنای معمول نیستند، بلکه آنها معمولاً کارمندان مشتری هستند. برای مثال، اگر یک شرکت بزرگ یک بسته نرم‌افزاری برای استفاده کارمندان خود خریداری کند، اگرچه شرکت بزرگ «مشتری» نرم‌افزار است، اما این کارمندان آن شرکت هستند که کاربر نهایی محسوب می‌شوند.